# Ласло Бенко
Ласло Бенко (на унгарски: László Benkő, Сомбатхей, 12 юни 1943 г. – Будапеща, 18 ноември 2020 г.) е унгарски музикант, клавирист, композитор, носител на наградите Кошут и Ференц Лист, член на групата „Омега“.
Син на Ласло Бенко (1912 – 2001), адвокат, и Илона Барлай. Негова сестра е актрисата Марта Бенко (1947 – 2003). Започва обучението си още в столицата. Занимава се с музика още като гимназист, за кратко е член на групата Benko Dixieland, а след това свири в група Proféta, която може да се счита за един от предшествениците на „Омега“.
През първото десетилетие на групата ролята на Бенко се променя няколко пъти: първоначално той свири на пиано, след това на орган. От 1968 Габор Пресер става вторият кийбордист на групата, по това време Бенко свири на няколко инструмента: флейта (песните Kiabalj, énekelj, Ha én gyál lehteňák), тромпет (песните Frédi Trombitás, Régi csibészek), цитра (песента Kállai Kettős). В албумът  Éjszakai országút, той свири на флейта, наред с други неща, в допълнение към пистите, изсвирени от Тамаш Михай на виолончело. Той също свири на пиано на концерти заедно с Пресър, който свири на орган. В ранните години, когато се чуват западни хитове, той пее много повече песни, по-късно песните Rózsafák и Vasárnap от собствените композиции на „Омега“.
След напускането на Пресър обаче той свири изключително на клавишни инструменти. Първо само на хамонд орган, след това на синтезатор марка Moog, който „Омега“ използва за първи път в Унгария през 1973 г. в албума Omega 5. Неговите сложни синтезаторни сола са определящ елемент от звука на албума Omega 6 от 1975 г. – Nem zeman a neved и ерата на космическия рок от 1976 до 1979 г.
За първи път като автор на групата Várazzlatos, behér kő (1972) и XX. 1974 г. и е включен в песен, наречена Városlákó sázádí városláko, която е издадена година по-късно. От по-късни времена е трудно да се определи със сигурност какво може да се счита за негови произведения, тъй като песните между 1976 и 1987 г. са записани колективно. Въз основа на авторството на албумите след смяната на режима е вероятно Бенко да е написал по-малко песни в Omega заедно с Михай и Молнар.
Сред членовете на „Омега“ след 1971 г. той създава и играе най-много самостоятелно и в други продукции. През 1980 г. в Планетариума е представена Космическата опера, за която той пише музиката и която изпълнява заедно с Ищван Лерх. Първият му солов албум (Lexikon 1) е публикуван през 1982 г. Малко по-късно е последвано от заглавието Lexikon 2. От 90- те години той се появява в програмите на Rádiókabaré и в Whimsical Seasons, предимно заедно с Йожеф Ихос и Имре Байор.
През 2002 г. основава групата B-Project, която свири инструментална музика на синтезатор. През 2005 и 2008 г. е един от членовете на журито на унгарската национална селекция на конкурса за песен на „Евровизия“ по унгарската телевизия. От 2006 г. е редовен гост-изпълнител на концертите на група „Булдозер“. През 2009 г. той става музикален директор на Weöres Sándor Theatre в Сомбатхей. От 2013 г. свири редовно с трибют групата Megapolis, с която свирят ексклузивно песните на група „Омега“.
След смяната на режима той става старши служител в отдела за поп музика на лейбъла Hungaroton. Тогава след дълго време се появяват албуми, смятани за класически, направени през предходните десетилетия на унгарската поп музика.
Той е диагностициран с рак на черния дроб през 2017 г. и се възстановява след упорита борба, но не спира да свири на концерти през това време, като пропуска само един концерт на „Омега“ през 2017 г. в Баторкеси. Почива на 18 ноември 2020 г. след продължително тежко боледуване.